# Émeutes de Division Street
Les émeutes de Division Street (en anglais : Division Streets Riots) concernent des émeutes et des troubles civils qui eurent lieu entre le 12 et le 14 juin 1966 sur Division Street à Chicago, dans l'État de l'Illinois.

## Histoire et cause
C'est durant la journée du 12 juin 1966, pendant la première parade portoricaine qui se déroulait sur Division Street à Chicago, que la première émeute impliquant des Portoricains aux États-Unis a commencé. L'émeute fut l'une des nombreuses perturbations urbaines à travers le pays dans les années 1960. Elle fut à l'origine de l'assassinat d'un jeune homme d'origine portoricaine par la police de Chicago. Les émeutes ne dureront que deux jours, grâce à l'intervention d'éducateurs sociaux et de dirigeants communautaires qui se sont rassemblés pour élaborer des stratégies afin de calmer les esprits.
La cause sous-jacente des émeutes a été la détérioration des conditions économiques auxquelles étaient confrontés les immigrés d'origines portoricaines et afro-américaines.

## Conséquences
L'émeute de Division Street a été un moment clé dans l'histoire des Portoricains à Chicago. Elle a attiré l'attention sur la pauvreté et les relations tendues entre Portoricains et les services de police de Chicago. Un mois après l'émeute, la Commission de Chicago sur les Droits de l'homme a organisé des audiences publiques qui ont fourni un moyen d'expression aux habitants d'origine hispanique en langue espagnole pour discuter et débattre des problèmes tels que la discrimination, le logement et les possibilités d'éducation pour les pauvres auxquels font face ces communautés.
À la suite de ces réunions, des recommandations politiques spécifiques ont été proposées et mises en œuvre dans la communauté portoricaine de Chicago et à travers tout le pays.